# Brutstoff
Als Brutstoffe bezeichnet man in der Reaktorphysik Nuklide, die zwar nicht durch thermische Neutronen gespalten werden können, jedoch durch Neutronenabsorption und nachfolgende Kernumwandlungen in ein spaltbares Nuklid umgewandelt werden können. Dieses spaltbare Nuklid kann anschließend durch die Absorption eines weiteren Neutrons gespalten werden und dabei Energie freisetzen. Brutstoffe werden hauptsächlich zur Herstellung von Spaltstoffen genutzt.

## Beispiele für Brutstoffe
Typische Brutstoffe sind unter anderem Thorium-232 und die Uran-Isotope Uran-234 und Uran-238. Uran-234 wird nach der Absorption eines Neutrons in das spaltbare Uran-235 umgewandelt. Thorium-232 und Uran-238 werden nach der Absorption eines Neutrons sowie anschließenden Beta-Zerfällen in Uran-233 beziehungsweise Plutonium-239 umgewandelt, die auch Spaltstoffe sind.
- Thorium-232 wird umgewandelt in Uran-233
- Uran-234 wird umgewandelt in Uran-235
- Uran-238 wird umgewandelt in Plutonium-239